# 馬洪 (密西西比州)
馬洪（英語：Mahon）是位於美國密西西比州馬歇爾縣的非建制地區。

## 歷史
馬洪的郵局於1890年設立，其後於1919年停運。當地於1900年時有人口41人。

## 地理
馬洪所處的海拔為高於海平面152米（即499英呎），而該地所採用的時區為UTC-6，即北美中部時區（CST）。同時該地設有夏令時間，為UTC-6調快一小時，即UTC-5（CDT）。